# 7265 Edithmüller
7265 Edithmüller è un asteroide della fascia principale. Scoperto nel 1973, presenta un'orbita caratterizzata da un semiasse maggiore pari a 2,4395792 UA e da un'eccentricità di 0,0828150, inclinata di 5,94158° rispetto all'eclittica.